# Aeschi bei Spiez
Pour les articles homonymes, voir Aeschi.
Aeschi bei Spiez est une commune suisse du canton de Berne, située dans l'arrondissement administratif de Frutigen-Bas-Simmental.

## Géographie

Photo aérienne (1956)

Selon l'Office fédéral de la statistique, Aeschi bei Spiez mesure 30,92 km2. 5,1% de cette superficie correspond à des surfaces d'habitat ou d'infrastructure, 46,4% à des surfaces agricoles, 27,5% à des surfaces boisées et 20,10% à des surfaces improductives. Le sommet du Morgenberghorn est un tripoint géographique entre les communes de Aeschi bei Spiez, Saxeten et Leissigen. Le sommet du Schwalmere est également un tripoint formé par la rencontre des limites communales de Lauterbrunnen, Reichenbach im Kandertal et Aeschi bei Spiez .

## Démographie
Selon l'Office fédéral de la statistique, Aeschi bei Spiez possède 2 356 habitants au 31 décembre 2023.
Le graphique suivant résume l'évolution de la population d'Aeschi bei Spiez entre 1850 et 2008 :

## Monuments et curiosités
L'église réformée Saint-Pierre est composée d'une nef romane à plafond plat avec chœur du XIIIe siècle, remanié en 1517-20. Les peintures murales du chœur remontent au deuxième quart du XIVe siècle L'aménagement comprend des fonts baptismaux romans, un tabernacle gothique tardif, des bancs de la Renaissance tardive ainsi que trois vitraux du 1519.
Un fort d'artillerie (A 1966-1969) faisant partie du concept du réduit national a été construit sur le territoire de la commune. Il consiste en 4 bunkers camouflés en chalets ou granges contenant chacun un canon, et reliés entre eux par un dispositif de galeries souterraines.

## Domaine skiable
Un petit domaine skiable a été aménagé à proximité immédiate à Aeschiried. Un petit téléski pour débutants a été installé à Aeschi même.